# Región de Canterbury
La región de Canterbury (en inglés: Canterbury Region; en maorí: Waitaha) es una de las 16 regiones en las que está dividido Nueva Zelanda. La región está principalmente formada por las Llanuras de Canterbury y las montañas que las rodean. Su principal ciudad y capital, Christchurch, es sede del Consejo Regional de Canterbury y la Universidad de Canterbury.

## Geografía
Tiene una superficie de 42.220 km², que en términos de extensión es similar a la de Suiza. Es la mayor región a escala nacional y está limitada al norte por el río Conway y por el oeste por los Alpes del Sur. La frontera meridional la marca el río Waitaki. En esta región neozelandesa se ubican las Llanuras de Canterbury.

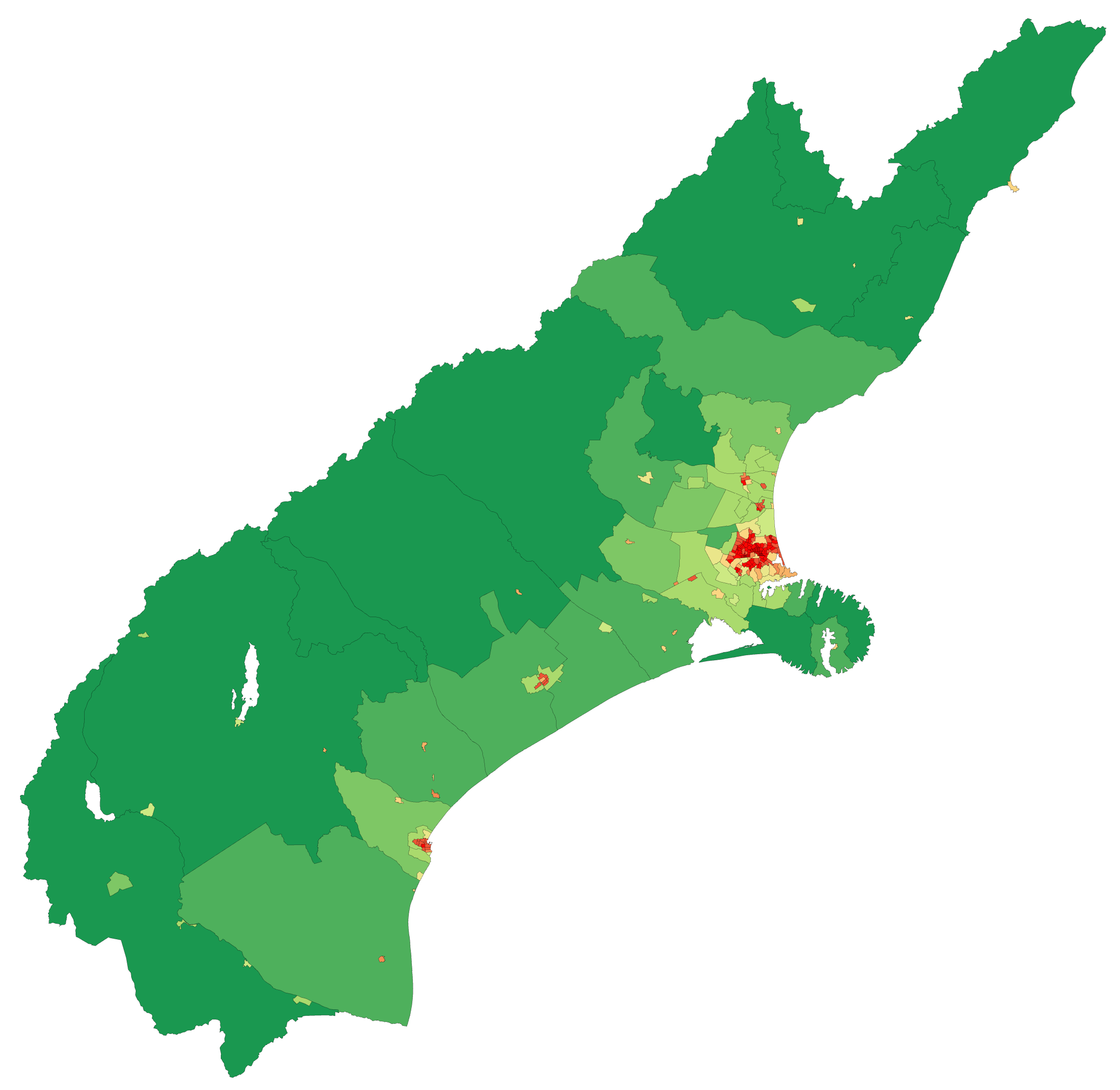
Mapa con la densidad poblacional de Canterbury (2006).

Se suele dividir en Canterbury Norte (norte del Río Rakaia), Canterbury Centro (desde el río Rakaia al río Rangitata), Canterbury Sur (sur del río Rangitata) y Christchurch (Ciudad de Christchurch). Algunas veces, por diversos motivos, Canterbury Sur es considerada una región separada centrada en la ciudad de Timaru.
Cuando la estructura del gobierno local actual fue introducida en 1989, el Distrito de Kaikoura era parte de la Región Nelson-Marlborough. Esa región fue más tarde abolida y reemplazada por 3 autonomías. Kaikoura era demasiado pequeña para funcionar como autonomía independiente y fue desplazada bajo la jurisdicción del Consejo Regional de Canterbury. Sin embargo aún muchas personas de Kaikoura mantienen la idea de Marlborough en mente.

## Historia

### Colonización
En 1848, Edward Gibbon Wakefield y John Robert establecieron la Asociación de Canterbury Association para planificar una colonia de la Iglesia de Inglaterra en la Isla Sur de Nueva Zelanda. La colonia fue basada bajo las teorías desarrolladas mientras Wakefield estuvo en prisión.
En 1850 la provincia creció y durante esta época el arquitecto Benjamin Mountfort, el primer arquitecto de la región, diseñó muchos edificios civiles y eclesiásticos en el renovado estilo gótico.

### Provincia de Canterbury
La provincia de Canterbury fue formada en 1853 en cumplimiento del Acta de la Constitución de Nueva Zelanda de 1852, cuya extensión iba desde la provincia de New Munster y cubría ambas costas este y oeste de la Isla del Sur de Nueva Zelanda. Las Provincias de Nueva Zelanda fueron abolidas en 1876.

## Economía
La economía de la región de Canterbury está diversificada en recursos agrícolas, industria, pesca, silvicultura, turismo y sectores energéticos como el carbón y la energía hidroeléctrica. Su sector agrícola también se diversificó en la producción lechera, la cría de ovejas y la horticultura en particular la viticultura. La muestra coincide con el día del aniversario regional y la Semana de la Copa. Durante el período de entreguerras, la productividad agrícola se ha visto impulsada por la introducción de la mecanización, la cal y la mejora de las reservas de semillas. Canterbury es además el principal productor de Nueva Zelanda de los cultivos de cereales como el trigo, la cebada y la avena. A partir de 2002, la región produjo el 60,7% de la oferta de la nación en trigo, el 51,1% de sus existencias en cebada y el 43,7% de su suministro era de avena.
La industria vitivinícola de la región fue establecida por colonos franceses en Akaroa. Desde entonces, se concentra la viticultura en dos zonas: Waipara y Burnham. Recientemente se han producido cosechas de plantaciones en Kurow. Más al sur el vino blanco ha predominado típicamente en Canterbury, entre los que encontramos a los de Riesling, Sauvignon blanc, Chardonnay, Gewürztraminer, y en menor medida Pinot blanc y Pinot gris. Pinot noir ha tenido cierto éxito en la provincia, en particular en Waipara.
El PIB sub-nacional de la región de Canterbury se estimó por EE. UU. Siendo de 15,074 mil millones de dólares en 2003, representando un 12% del PIB nacional de Nueva Zelanda.

## Medio Ambiente

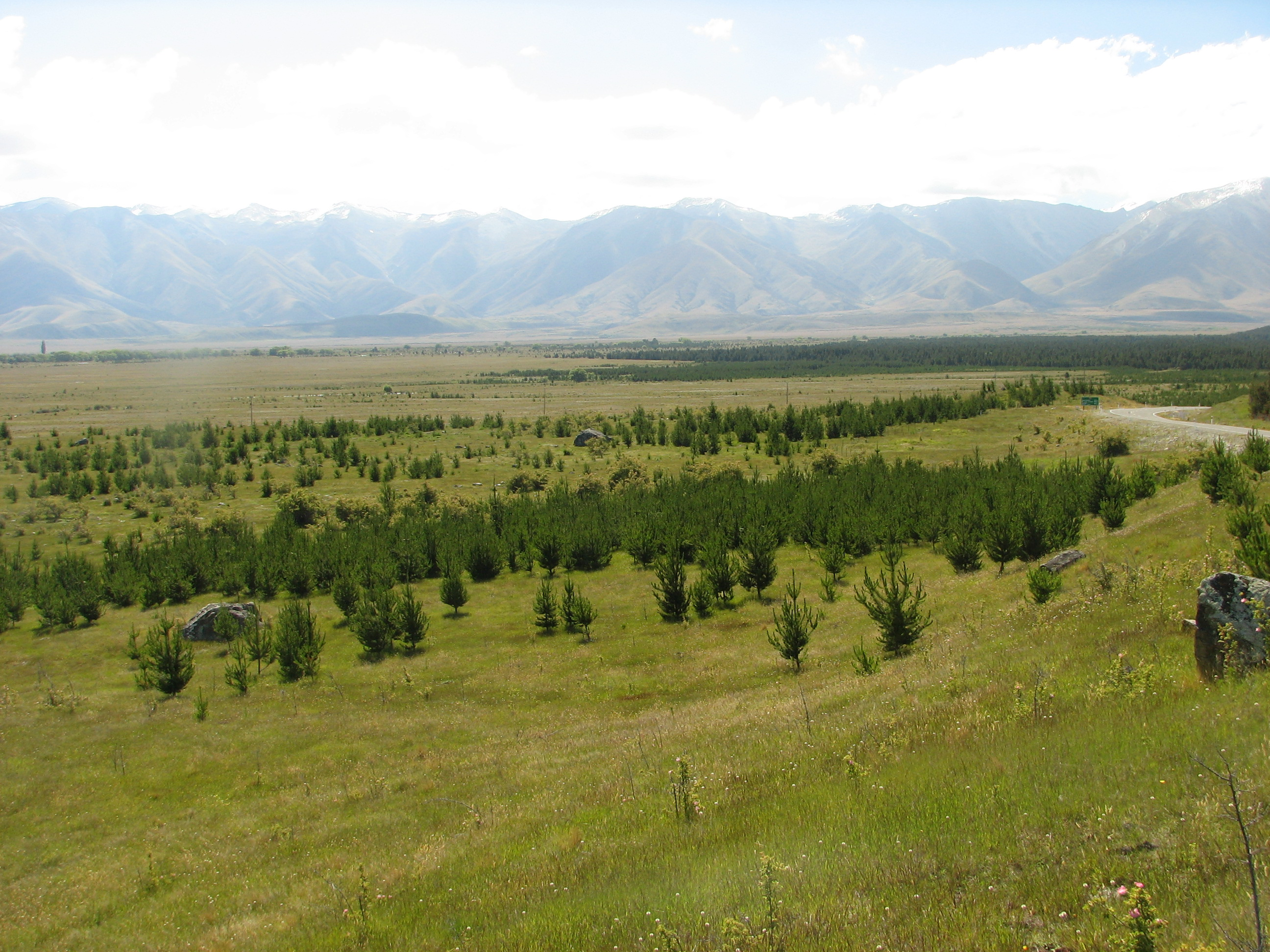
Vista de una zona de pinares en Wilding Pines.

Al igual que gran parte de las praderas de gramíneas, en Canterbury-Otago, las llanuras de Canterbury han sido muy modificados desde la colonización humana y ahora son compatibles con una gran industria agrícola. Antes de la llegada de los maoríes colonos en el siglo XIII, gran parte de la región moderna de Canterbury estaba cubierta de bosques de matorrales y hayas. Los incendios forestales destruyeron gran parte de la cubierta forestal original, que fue sucedido por el mechón de pastizales. En el siglo XIX, sólo el diez por ciento de esta cubierta forestal se mantuvo y los colonos europeos introdujeron varias especies de hierba exótica; lupino, pino y macrocarpa, que suplantó gradualmente la vegetación nativa. Gran parte de la vegetación nativa se aisló a las zonas alpinas y a la Península de Banks. Recientemente, la cantidad de bosques en la península de los bancos se ha incrementado entre un mínimo de uno por ciento de su cubierta forestal original.
La cantidad de la ganadería lechera está aumentando por el correspondiente aumento de la demanda de agua. El consumo de agua se está convirtiendo en un tema polémico en Canterbury. Ríos y arroyos de la tierra baja son generalmente contaminados y algunos de los acuíferos están siendo descubiertos. El Centro de Esquemas para las Planicies de Agua es una propuesta para el almacenamiento de agua que ha provocado mucha controversia. La Estrategia de Gestión del Agua de Canterbury es uno de los muchos medios que se utilizan para tratar el tema del agua.
La locha Canterbury (kowaro) es una especie en peligro de extinción que está siendo supervisado por el Departamento de Conservación.

## Deporte
Los deportes más populares son el rugby y el cricket. Canterbury es la casa del equipo más exitoso de la historia del Super Rugby, los Canterbury Crusaders, quienes también representan a otras provincias de la parte más al norte de la Isla del Sur, pero están basados en Christchurch. Por su parte, el Canterbury Wizards es el equipo de cricket en la liga nacional neozelandesa.
Otro deporte que está ganando popularidad es el fútbol, el Canterbury United es uno de los más poderosos de la ASB Premiership, la liga nacional.

## Vinos de la Región de Canterbury

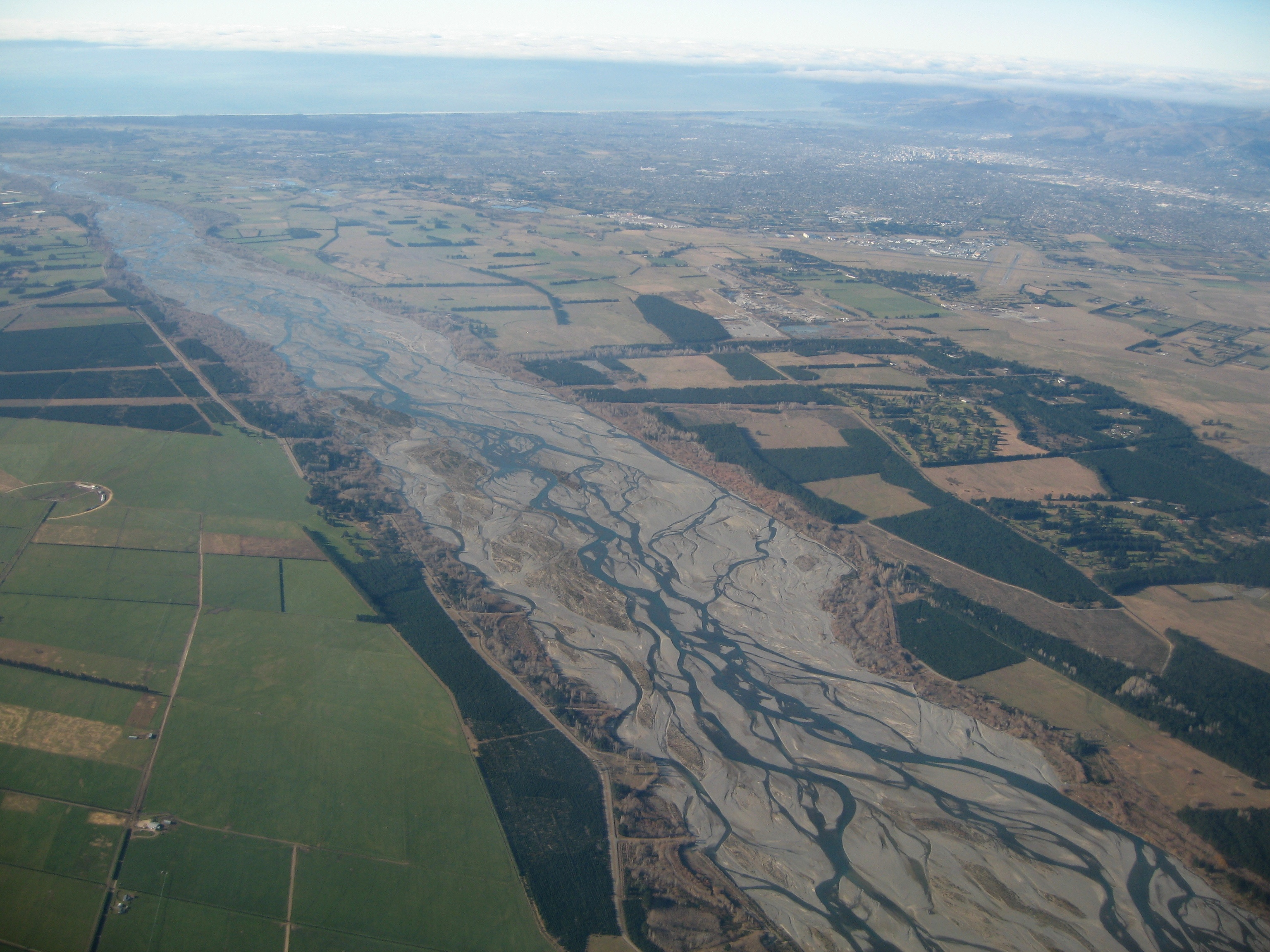
Vista de las planicies de la región con el Río Waimakariri en primer plano

Canterbury tiene dos áreas vinícolas, Waipara y la región alrededor de Christchurch típicamente llamada Canterbury. Recientemente en Kurów, al sur de la Isla, han tenido plantaciones con éxito.

## Terminología
En Nueva Zelanda comúnmente se emplea el gentilicio en lengua inglesa Cantabrians para denominar a los naturales de Canterbury, término también empleado en inglés para referirse a los cántabros; en cualquier caso en la mayoría de contextos no es común que se produzca confusión. El gentilicio inglés para los naturales de Canterbury en Inglaterra es, sin embargo, Cantaurians.